# Jean Spautz
Jean Spautz (Schifflange, 9 settembre 1930) è un politico lussemburghese.

## Biografia
Di estrazione sindacale, Spautz fu dal 1967 al 1980 presidente della LCGB (Sindacato Cristiano di Lussemburgo). Nel 1954 si iscrive nella sezione giovanile del Partito Popolare Cristiano Sociale e ne diventa presidente nel 1982. Tra i tanti incarichi politici si annoverano quello di presidente della Camera dei deputati lussemburghese (1995-2004) e quello di europarlamentare (1979-1980 e 2004-2009).